# سالاكة جرداء
سالاكة جرداء (الاسم العلمي: Salacca glabrescens) هي نوع من النباتات يتبع جنس السالاكة من الفصيلة الفوفلية.